# Claudio Coello

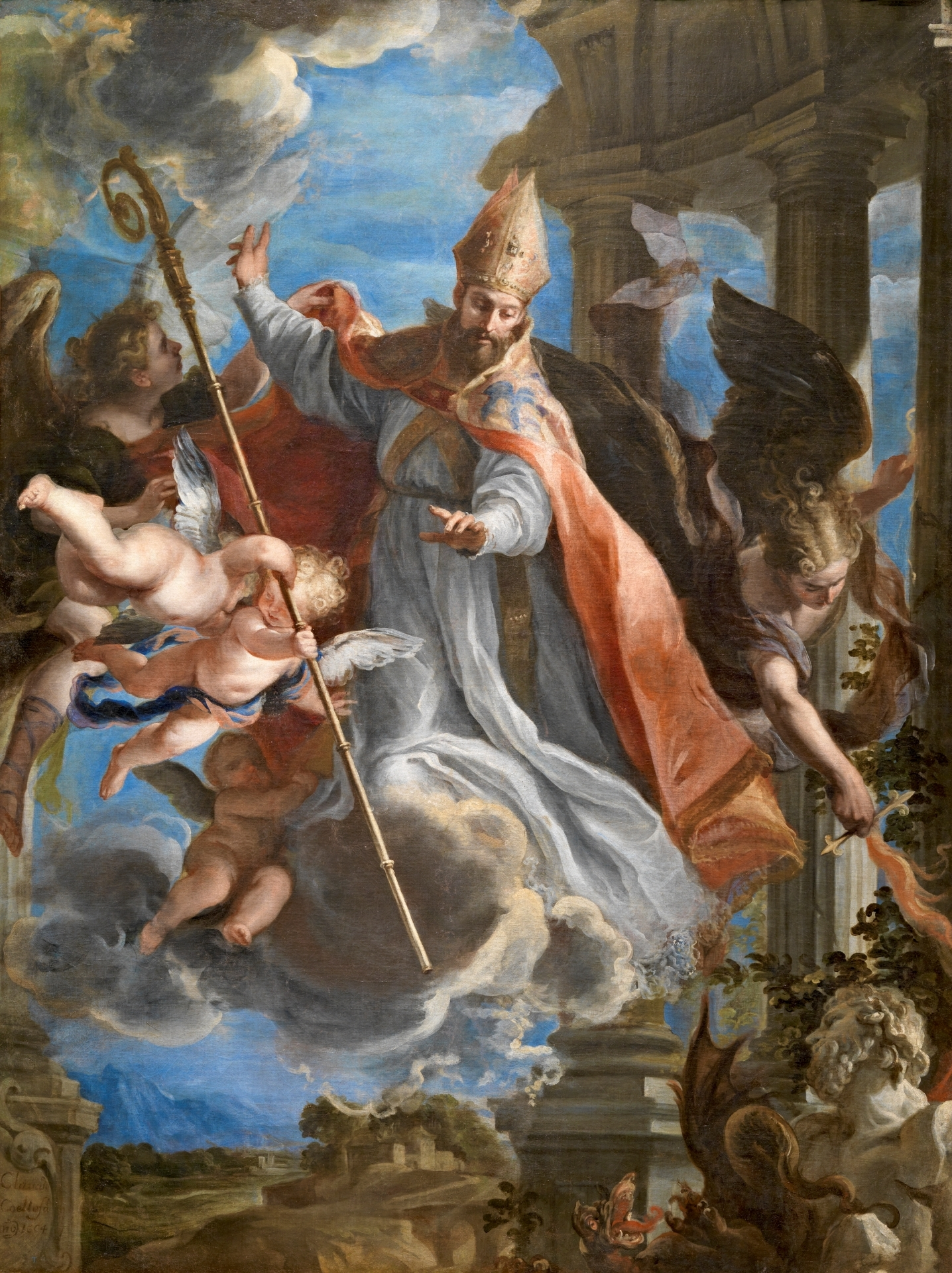
Triomf de Sant Agustí, 1664, Museu del Prado

Claudio Coello (Madrid, 1642 - Madrid, 20 d'abril de 1693) fou un pintor barroc espanyol. Influït per molts altres artistes, incloent Diego Velázquez, Coello és considerat l'últim gran pintor espanyol del segle xvii.

## Biografia
Establert a Madrid, va iniciar la seva educació artística al taller del seu pare, però la seva veritable formació fou al taller de Francisco Rizi. Més tard va viatjar a Itàlia, però no se sap gaire de la seva estada en aquelles terres i només s'ha trobat un dibuix seu de la casa de Rienzi a Roma. El gust pels motius clàssics i la influència dels seus pintors, com la de Carlo Dolci, que es percep en el seu primer llenç conegut, Jesús a la porta del Temple, signat el 1660 i conservat al Museu del Prado. Quatre anys més tard fa una obra important: Triomf de Sant Agustí, l'aparatosa escenografia delata la influència flamenca.

### Elements barrocs en la seva pintura
El gust per elements decoratius com cortinatges, àngels, flors, columnes, etc. són les principals característiques del seu primer estil. El millor d'aquest moment són les pintures dels retaules del convent madrileny de Sant Plàcid, on ressalta la gegantina Anunciació de l'altar major. Encara es percep la influència italiana en una parella de llenços conservats al Prado, a la manera de sacres converses, una d'elles de 1669, demostra la capacitat del pintor per distribuir un gran nombre de figures i objectes en un espai notablement reduït. Dins d'aquest estil ressalta la Mare de Déu del Roser amb Santo Domingo, conservat a la Reial Acadèmia de Belles Arts de San Fernando. Per aquests anys també es dedica a la decoració mural a Toledo i Madrid, on ressalten obres al Vesturari de la Catedral de Toledo i a la Casa de la Panadería, a la plaça Major de Madrid, entre d'altres.
Des de 1675 la seva tasca com a pintor de temes religiosos és profusa, rebent un gran nombre d'encàrrecs, entre els quals destaquen els retaules de Torrejón de Ardoz (1667), Sant Martí Pinario a Santiago (1681) i Ciempozuelos (1687). Per a aquest últim realitza Èxtasi de la Magdalena, en el qual els colors adquireixen més vivesa que en les obres anteriors.
Però on assoleix un dels seus punts culminants la pintura de Coello és en Santa Caterina, realitzada el 1683. Aquest mateix any és nomenat «pintor del Rei» i comença la decoració de l'Església de la Manteria, a Saragossa, conclosa el 1686, on pinta al fresc les parets i voltes de l'església, comptant amb la col·laboració del seu antic deixeble Sebastián Muñoz, recentment retornat d'Itàlia.
Conreà també el retrat, arribant en alguns casos una alçada digna dels seus millors contemporanis, per exemple el del cavaller de l'orde de Sant Jaume Don Juan de Alarcón té una vivacitat només comparable als millors de Juan Carreño de Miranda. El de Fernando de Valenzuela, encara que no aconsegueix la força expressiva que l'anterior, és un bon document històric. Però els dos més íntims són els de Nicolasa Manrique i el del pare Cabanillas, en els quals es manté dins de la tradició realista que iniciés Velázquez. Abunden també els retrats de la família reial com el de Carles II, especialment el conservat a l'Institut Staedel de Frankfurt, que és una mostra del seu gran cruesa retratista en presentar el monarca amb tots els símptomes de la seva degeneració. Per la seva despietat realisme és només comparable al de l'Adoració de la Sagrada forma per Carles II, d'El Escorial. Aquest quadre pel que representa i per les seves qualitats és el que ha fet immortal el pintor, si bé tota la seva obra es caracteritza per l'alt nivell assolit.

### Últims anys
El 1686 és nomenat pintor de cambra. Va continuar realitzant la seva obra per als carmelites del carrer d'Alcalà, a Madrid: un conjunt de quadres avui dispersos, entre els quals destaca L'última comunió de Santa Teresa. Altres obres d'aquesta espècie poden ser El miracle de San Pere d'Alcàntara, La Visió de Santa Teresa i Sagrada Família.
Per als carmelites de Salamanca va pintar dues figures de Joan de Sahagun (1691) i Tomàs de Villanueva (1692). Però la seva obra mestra és El martiri de Sant Esteve, al convent homònim, que destaca per les seves tonalitats i colors. Moriria un any després a Madrid.